# Dummheit
Dummheit bezeichnet einen Mangel an Intelligenz oder eine daraus resultierende törichte Handlung.
In Wanders Deutschem Sprichwörter-Lexikon von 1866 wird eine weitere Dimension der Dummheit hervorgehoben: In der sehr umfangreichen Sammlung von Sprichwörtern zu dem Thema wird deutlich, dass es auch die Dummen gibt, die sich hindurch mogeln und damit weit kommen („Den Dummen gehört die halbe Welt“; „Der Dumme hat’s Glück“; „Die dümmsten Bauern ernten die größten Kartoffeln“). Zu einer mehr satirisch geprägten Betrachtung der Dummheit siehe auch das Lemma Carlo M. Cipolla.

## Beschreibungen
Im engeren Sinne bezeichnet Dummheit die mangelhafte Fähigkeit, aus Wahrnehmungen angemessene Schlüsse zu ziehen beziehungsweise zu lernen. Dieser Mangel beruhe teils auf Unkenntnis von Tatsachen, die zur Bildung eines Urteils erforderlich sind, teils auf mangelhafter Intelligenz oder Schulung des Geistes oder auf einer gewissen Trägheit und Schwerfälligkeit im Auffassungsvermögen beziehungsweise der Langsamkeit bei der Kombination der zur Verfügung stehenden Fakten (siehe Urteilsvermögen). In diesem Sinne nennt Kant den „Mangel an Urteilskraft“ als „das, was man Dummheit nennt“, und postuliert, dass „einem solchen Gebrechen … gar nicht abzuhelfen“ sei. Weitere Ursachen liegen im emotionalen Bereich (emotionaler Widerstand gegen Einsichten, Abhängigkeit von Meinungsbildnern) und in der Indoktrination und Manipulation durch andere. Auch kognitive Programme wie Weltanschauungen und Religionen könnten als „maladaptive Programme“ wirken und so die kluge Bewältigung der realen Anforderungen behindern, so James Welles (1988) in seiner anthropologisch-kulturgeschichtlichen Analyse, die auch Akte politischer Dummheit (Kreuzzüge, Schweinebucht-Invasion) einschließe.
Robert Musil (1937) benennt das Paradox, dass jeder, der über Dummheit spricht, voraussetzt, über den Dingen zu stehen, also klug zu sein, obwohl genau diese Anmaßung als Zeichen für Dummheit gilt.
Eine – etwas andere – Paradoxie ist in dem Konzept von einer Dummheit 2. Art zu finden, das von dem Sozialpsychologen Peter R. Hofstätter in Anlehnung an den Fehler 2. Art in der Statistik vorgeschlagen wurde.
Die Dummheit galt um 1900 als ein Sachverhalt, der noch im Normalbereich kognitiver Fähigkeiten liege und deshalb von geistiger Behinderung oder Unsinn unterschieden werden könne.
Dummheit ist laut Werner Van Treeck relativ: Es gibt situationsabhängige Dummheit sowie individuell, gesellschaftlich und historisch unterschiedliche Bewertungen von Dummheit. Was für den einen dumm ist, muss es für andere nicht sein. Was früher für klug und richtig angesehen wurde, kann heute als dumm erscheinen. Oft gelten in der Literatur wie im realen Leben die Narren (z. B. die mittelalterlichen Hofnarren) als weise Mahner, die Philosophen hingegen als weltfremde Narren.
Horkheimer/Adorno konstatieren in dem Aufsatz Zur Genese der Dummheit: „Dummheit ist ein Wundmal“. Dem französischen Humoristen François Rollin sind Inkonsequenz der Argumentation, Zirkelschlüsse, das beharrliche Kleben am Wort, die Abwesenheit von Empathie und der Nichtexistenz jeden Zweifels Zeichen der Dummheit. Dummheit ist damit auch ein Merkmal, das gerade in gebildeten und gelehrten Kreisen anzufinden ist.

## Unwissenheit
Sofern Dummheit als eine (mangelnde) Fähigkeit verstanden wird, eine gegebene Situation angemessen zu erfassen sowie in dieser Situation effektiv und effizient zu (re-)agieren, ist damit eine kognitive Funktion bzw. Fähigkeit zum Aufnehmen und Verarbeiten von Informationen gemeint.
Im Gegensatz dazu wird umgangssprachlich oft auch dann von Dummheit gesprochen, wenn es um Unwissenheit, also die mangelnde Verfügbarkeit von Wissen, Vorwissen oder Vorerfahrung, oder irgendwelchen anderen gespeicherten Gedächtnisinhalten geht; dabei kann weiterhin unterschieden werden, ob solche Gedächtnisinhalte und solches Wissen noch nicht (Naivität oder Unerfahrenheit) oder vielmehr nicht mehr (Demenz) zur Verfügung stehen.

## „Verdummung“
Dummheit kann erlernt und zur Dummheit kann erzogen werden (sogenannte „Verdummung“), z. B. durch weitergegebene Vorurteile, Groupthink im Team oder mediale Einflüsse sowie durch Mangel an Anregungen von (erwachsenen) Personen. Einschränkungen und Verfall der Verbalisierungsfähigkeit spielen dabei eine wesentliche Rolle: Die Nutzung unreflektierter Floskeln oder Euphemismen reduziert die Urteilsfähigkeit. Aber nicht nur Anregungsarmut, sondern auch Reizüberflutung kann die kognitiven Fähigkeiten und das Urteilsvermögen beeinträchtigen. Manfred Spitzer spricht von „digitaler Demenz“ als Folge medialer Überflutung schon von Kleinkindern. Auch das Bedürfnis nach Spaß bei wachsender Unlust an kritischer Ernsthaftigkeit gilt als Ursache von Verdummung in der „Spaßgesellschaft“ mit ihrer Tendenz zur Infantilisierung, so unter anderem Berman in einer kritischen Analyse der US-Massenkultur. Das Fernsehen habe zum ersten Mal in der Geschichte dafür gesorgt, dass die Gescheiten neidisch auf die Dummen wurden.

## Beleidigung
Die Bezeichnung Dummheit ist im alltäglichen Sprachgebrauch eine starke Wertung oder eine Beleidigung sowie Herabminderung, sobald sie im Zusammenhang mit einer Person verwendet wird. Eine Person kann als dumm (oder salopp: doof) bezeichnet werden und wird oft mit dem ebenso herabsetzenden Begriff Blödheit gleichgesetzt (eigentlich Schwäche, Schüchternheit oder Ungeschicklichkeit); etwas Erarbeitetes/Konstruiertes kann dumm genannt werden, zum Beispiel ein dummer Aufsatz oder ein dummer Diskussionsbeitrag. In der heutigen Pädagogik verbietet sich eine solche Wertung, weil sie die Fähigkeiten eines Kindes oder Jugendlichen extrem herabmindert („Du bist so dumm, dass du brummst“; hessisch). Der Wertende erhebt sich überdies arrogant und beleidigend über den Status des Bewerteten – eine Einstellung, die in Erziehungsprozessen heutzutage als indiskutabel gilt.